# P/2005 E1 Tubbiolo
P/2005 E1 Tubbiolo è una cometa periodica appartenente alla famiglia delle comete gioviane; la cometa è stata scoperta il 3 marzo 2005.